# 이제는 인민

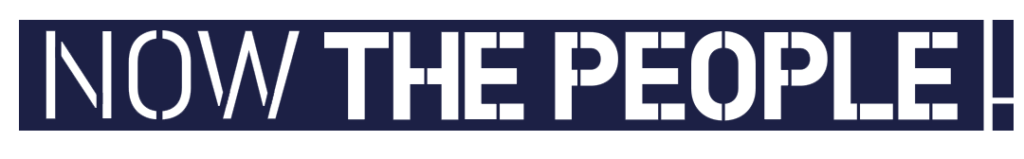

이제는 인민(프랑스어: Maintenant le Peuple 맹트낭 르 푀플[*])은 범유럽 정당이다. 프랑스의 극좌 정치인인 장뤼크 멜랑숑의 주도로 설립되었다. 유럽 연합 좌파-북유럽 녹색 좌파에 소속되어있다.

## 소속정당
- 불복하는 프랑스 (1)
- 핀란드 좌파당 (1)
- 스웨덴 좌파당 (1)
- 포데모스 (5)
- 포르투갈 좌파연합 (1)
- 덴마크 적녹동맹 (0)
- 반EU 국민 운동 (1)